# 1992 UT3
1992 UT3 är en asteroid i huvudbältet som upptäcktes den 27 oktober 1992 av den japanska astronomen Takeshi Urata vid Nihondaira-observatoriet.
Asteroiden har en diameter på ungefär 4 kilometer.